# Список автомобилей Cadillac
Список автомобилей, выпущенных фирмой Cadillac, люксовым подразделением корпорации General Motors, с 1902 года до наших дней.

## 1902—1949

### Ранние годы
- 1902—1903
  - Runabout/Tonneau[англ.] — колёсная база 72 дюйма (1829 мм), одноцилиндровый двигатель
- 1903—1904
  - Model A[англ.] — колёсная база 72 дюйма (1829 мм), одноцилиндровый двигатель
- 1904
  - Model A[англ.] — колёсная база 72 дюйма (1829 мм), одноцилиндровый двигатель
  - Model B[англ.] — колёсная база 76 дюймов (1930 мм), одноцилиндровый двигатель
- 1905
  - Model B[англ.] — колёсная база 76 дюймов (1930 мм), одноцилиндровый двигатель
  - Model C[англ.] — колёсная база 72 дюйма (1829 мм), одноцилиндровый двигатель
  - Model D[англ.] — колёсная база 100 дюймов (2540 мм), I4
  - Model E[англ.] — колёсная база 74 дюйма (1880 мм), одноцилиндровый двигатель
  - Model F[англ.] — колёсная база 76 дюймов (1930 мм), одноцилиндровый двигатель
- 1906
  - Model H[англ.] — колёсная база 102 дюйма (2591 мм), I4
  - Model K[англ.] — колёсная база 74 дюйма (1880 мм), одноцилиндровый двигатель
  - Model L[англ.] — колёсная база 110 дюймов (2794 мм), I4
  - Model M[англ.] — колёсная база 76 дюймов (1930 мм), одноцилиндровый двигатель
- 1907
  - Model G[англ.] — колёсная база 100 дюймов (2540 мм), I4
  - Model H[англ.] — колёсная база 102 дюйма (2591 мм), I4
  - Model K[англ.] — колёсная база 74 дюйма (1880 мм), одноцилиндровый двигатель
  - Model M[англ.] — колёсная база 76 дюймов (1930 мм), одноцилиндровый двигатель
- 1908
  - Model G[англ.] — колёсная база 100 дюймов (2540 мм), I4
  - Model H[англ.] — колёсная база 102 дюйма (2591 мм), I4
  - Model M[англ.] — колёсная база 76 дюймов (1930 мм), одноцилиндровый двигатель
  - Model S[англ.] — колёсная база 82 дюйма (2083 мм), одноцилиндровый двигатель
  - Model T[англ.] — колёсная база 82 дюйма (2083 мм), одноцилиндровый двигатель
- 1909
  - Model Thirty[англ.] — колёсная база 106 дюймов (2692 мм), I4
- 1910
  - Model Thirty[англ.] — колёсная база 110 дюймов (2794 мм) или 120 дюймов (3048 мм), I4
- 1911
  - Model Thirty[англ.] — колёсная база 116 дюймов (2946 мм), I4
- 1912
  - Model 1912[англ.] — колёсная база 116 дюймов (2946 мм), I4
- 1913
  - Model 1913[англ.] — колёсная база 120 дюймов (3048 мм), I4
- 1914
  - Model 1914[англ.] — колёсная база 120 дюймов (3048 мм) или 134 дюйма (3404 мм), I4
- 1915
  - Type 51[англ.] — колёсная база 122 дюйма (3099 мм) или 145 дюймов (3683 мм), V8
- 1916
  - Type 53[англ.] — колёсная база 122 дюйма (3099 мм) или колёсная база 132 дюйма (3353 мм) или колёсная база 145 дюймов (3683 мм), V8
- 1917
  - Type 55[англ.] — колёсная база 125 дюймов (3175 мм) или колёсная база 145 дюймов (3683 мм), V8
- 1918—1919
  - Type 57[англ.] — колёсная база 125 дюймов (3175 мм) или колёсная база 132 дюйма (3353 мм) или колёсная база 145 дюймов (3683 мм), V8

### 1920-е
- 1920—1921
  - Type 59[англ.] — колёсная база 122 дюйма (3099 мм) или 132 дюйма (3353 мм), V8
- 1922—1923
  - Type 61[англ.] — колёсная база 132 дюйма (3353 мм), V8
- 1924
  - Type V-63[англ.] — колёсная база 132 дюйма (3353 мм) или 145 дюймов (3683 мм), V8
- 1925
  - Type V-63[англ.] — колёсная база 132 дюйма (3353 мм), или 138 дюймов (3505 мм), или 145 дюймов (3683 мм), V8
- 1926—1927
  - Series 314 — колёсная база 132 дюйма (3353 мм), или 138 дюймов (3505 мм), или 150 дюймов (3810 мм), V8
- 1928
  - Series 341-A — колёсная база 140 дюймов (3556 мм) или 152 дюйма (3861 мм), V8
- 1929
  - Series 341-B — колёсная база 140 дюймов (3556 мм) или 152 дюйма (3861 мм), V8

### 1930-е
- 1930
  - Series 353[англ.] — колёсная база 140 дюймов (3556 мм) или 152 дюйма (3861 мм), V8
  - Series 370[англ.] — колёсная база 140 дюймов (3556 мм), или 143 дюйма (3632 мм), или 152 дюйма (3861 мм), V12
  - Series 452 — колёсная база 148 дюймов (3759 мм), V16
- 1931
  - Series 355[англ.] — колёсная база 134 дюйма (3404 мм) или 152 дюйма (3861 мм), V8
  - Series 370-A[англ.] — колёсная база 140 дюймов (3556 мм), или 143 дюйма (3632 мм), или 152 дюйма (3861 мм), V12
  - Series 452-A — колёсная база 148 дюймов (3759 мм), V16
- 1932
  - Series 355-B[англ.] — колёсная база 134 дюйма (3404 мм) или 156 дюймов (3962 мм), V8
  - Series 370-B[англ.] — колёсная база 140 дюймов (3556 мм) или 156 дюймов (3962 мм), V12
  - Series 452-B — колёсная база 143 дюйма (3632 мм) или 149 дюймов (3785 мм), V16
- 1933
  - Series 355-C[англ.] — колёсная база 140 дюймов (3556 мм) или 156 дюймов (3962 мм), V8
  - Series 370-C[англ.] — колёсная база 134 дюйма (3404 мм), или 140 дюймов (3556 мм), или 156 дюймов (3962 мм), V12
  - Series 452-C — колёсная база 143 дюйма (3632 мм) или 149 дюймов (3785 мм), V16
- 1934
  - Series 10[англ.] — колёсная база 128 дюймов (3251 мм), V8
  - Series 20[англ.] — колёсная база 136 дюймов (3454 мм), V8
  - Series 30[англ.] — колёсная база 146 дюймов (3708 мм), V8
  - Series 355-D[англ.] — колёсная база 128 дюймов (3251 мм) или 136 дюймов (3454 мм), V8
  - Series 370-D[англ.] — колёсная база 146 дюймов (3708 мм), V12
  - Series 452-D — колёсная база 154 дюйма (3912 мм), V16
- 1935
  - Series 10[англ.] — колёсная база 128 дюймов (3251 мм), V8
  - Series 20[англ.] — колёсная база 136 дюймов (3454 мм), V8
  - Series 30[англ.] — колёсная база 146 дюймов (3708 мм), V8
  - Series 370-D[англ.] — колёсная база 146 дюймов (3708 мм) или 160 дюймов (4064 мм), V12
  - Series 452-D или 60 — колёсная база 154 дюйма (3912 мм), V16
- 1936
  - Series 36-60 — колёсная база 121 дюйм (3073 мм), V8
  - Series 36-70 — колёсная база 131 дюйм (3327 мм), V8
  - Series 36-75 — колёсная база 138 дюймов (3505 мм), V8
  - Series 36-80[англ.] — колёсная база 131 дюйм (3327 мм) или 160 дюймов (4064 мм), V12
  - Series 36-85[англ.] — колёсная база 138 дюймов (3505 мм), V12
  - Series 36-90 — колёсная база 154 дюйма (3912 мм), V16
- 1937
  - Series 37-60 — колёсная база 124 дюйма (3150 мм) или 160,75 дюйма (4083 мм), V8
  - Series 37-65 — колёсная база 131 дюйм (3327 мм), V8
  - Series 37-70 — колёсная база 131 дюйм (3327 мм), V8
  - Series 37-75 — колёсная база 138 дюймов (3505 мм) или 156 дюймов (3962 мм), V8
  - Series 37-85[англ.] — колёсная база 138 дюймов (3505 мм), V12
  - Series 37-90 — колёсная база 154 дюйма (3912 мм), V16
- 1938
  - Series 38-60 — колёсная база 124 дюйма (3150 мм) или 160 дюймов (4064 мм), V8
  - Series 38-60S — колёсная база 127 дюймов (3226 мм), V8
  - Series 38-65 — колёсная база 132 дюйма (3353 мм), V8
  - Series 38-75 — колёсная база 141 дюйм (3581 мм) или 160 дюймов (4064 мм), V8
  - Series 38-90 — колёсная база 141 дюйм (3581 мм), V16
- 1939
  - Series 39-60S — колёсная база 127 дюймов (3226 мм), V8
  - Series 39-61[англ.] — колёсная база 126 дюймов (3200 мм) или 162 дюйма (4115 мм), V8
  - Series 39-75 — колёсная база 141 дюйм (3581 мм) или 161 дюйм (4089 мм), V8
  - Series 39-90 — колёсная база 141 дюйм (3581 мм), V16

### 1940-е
- 1940
  - Series 40-60S — колёсная база 127 дюймов (3226 мм), V8
  - Series 40-62 — колёсная база 129 дюймов (3277 мм), V8
  - Series 40-72[англ.] — колёсная база 138 дюймов (3505 мм) или 165 дюймов (4191 мм), V8
  - Series 40-75 — колёсная база 141 дюйм (3581 мм) или 161 дюйм (4089 мм), V8
  - Series 40-90 — колёсная база 141 дюйм (3581 мм), V16
- 1941
  - Series 41-60S — колёсная база 126 дюймов (3200 мм), V8
  - Series 41-61[англ.] — колёсная база 126 дюймов (3200 мм), V8
  - Series 41-62 — колёсная база 126 дюймов (3200 мм) или 163 дюйма (4140 мм), V8
  - Series 41-63[англ.] — колёсная база 126 дюймов (3200 мм), V8
  - Series 41-67 — колёсная база 139 дюймов (3531 мм), V8
  - Series 41-75 — колёсная база 136 дюймов (3454 мм) или 163 дюйма (4140 мм), V8
- 1942
  - Series 42-60S Fleetwood — колёсная база 133 дюйма (3378 мм), V8
  - Series 42-61[англ.] — колёсная база 126 дюймов (3200 мм), V8
  - Series 42-62 — колёсная база 129 дюймов (3277 мм), V8
  - Series 42-63[англ.] — колёсная база 126 дюймов (3200 мм), V8
  - Series 42-67[англ.] — колёсная база 139 дюймов (3531 мм), V8
  - Series 42-75 — колёсная база 136 дюймов (3454 мм) или 163 дюйма (4140 мм), V8
- 1946
  - Series 60S Fleetwood — колёсная база 133 дюйма (3378 мм), V8
  - Series 61[англ.] — колёсная база 126 дюймов (3200 мм), V8
  - Series 62 — колёсная база 129 дюймов (3277 мм), V8
  - Series 75 — колёсная база 136 дюймов (3454 мм), V8
- 1947
  - Series 60S Fleetwood — колёсная база 133 дюйма (3378 мм), V8
  - Series 61[англ.] — колёсная база 126 дюймов (3200 мм), V8
  - Series 62 — колёсная база 129 дюймов (3277 мм), V8
  - Series 75 — колёсная база 138 дюймов (3505 мм), V8
- 1948—1949
  - Series 60S Fleetwood — колёсная база 133 дюйма (3378 мм), V8
  - Series 61[англ.] — колёсная база 126 дюймов (3200 мм), V8
  - Series 62 — колёсная база 126 дюймов (3200 мм), V8
  - Series 75 — колёсная база 136 дюймов (3454 мм), V8

## 1950-е
- 1950—1951, на все модели устанавливался двигатель рабочим объёмом 331 кубический дюйм (5,4 л), V8
  - Series 60S Fleetwood — колёсная база 130 дюймов (3302 мм)
  - Series 61[англ.] — колёсная база 122 дюйма (3099 мм)
  - Series 62 — колёсная база 126 дюймов (3200 мм)
  - Series 75 — колёсная база 146,75 дюйма (3727 мм)
- 1952, на все автомобили устанавливался двигатель рабочим объёмом 331 кубический дюйм (5,4 л), V8
  - Series 60S Fleetwood — колёсная база 130 дюймов (3302 мм)
  - Series 62 — колёсная база 126 дюймов (3200 мм)
  - Series 75 — колёсная база 147 дюймов (3734 мм)
- 1953, на все модели устанавливался двигатель рабочим объёмом 331 кубический дюйм (5,4 л), V8
  - Series 60S Fleetwood — колёсная база 130 дюймов (3302 мм)
  - Series 62 — колёсная база 126 дюймов (3200 мм)
  - Series 75 — колёсная база 146,75 дюйма (3727 мм)
- 1954—1955, на все автомобили устанавливался двигатель рабочим объёмом 331 кубический дюйм (5,4 л), V8
  - Series 60S Fleetwood — колёсная база 133 дюйма (3378 мм)
  - Series 62 — колёсная база 129 дюймов (3277 мм)
  - Series 75 — колёсная база 149,8 дюйма (3805 мм)
- 1956, на все модели устанавливался двигатель рабочим объёмом 365 кубических дюймов (6,0 л), V8
  - Series 60S Fleetwood — колёсная база 133 дюйма (3378 мм)
  - Series 62 — колёсная база 129 дюймов (3277 мм)
  - Series 75 — колёсная база 149,75 дюйма (3804 мм)
- 1957—1958, на все модели устанавливался двигатель рабочим объёмом 365 кубических дюймов (6,0 л), V8
  - Series 60S Fleetwood — колёсная база 133 дюйма (3378,2000000 мм)
  - Series 62 — колёсная база 129,5 дюйма (3289 мм)
  - Series 70 Eldorado Brougham — колёсная база 126 дюймов (3200 мм)
  - Series 75 — колёсная база 149,75 дюйма (3804 мм)
- 1959—1960, на все модели устанавливался двигатель рабочим объёмом 390 кубических дюймов (6,4 л), V8
  - Series 60S Fleetwood — колёсная база 130 дюймов (3302 мм)
  - Series 62 — колёсная база 130 дюймов (3302 мм)
  - De Ville — колёсная база 130 дюймов (3302 мм)
  - Eldorado — колёсная база 130 дюймов (3302 мм)
  - Eldorado Brougham — колёсная база 130 дюймов (3302 мм)
  - Series 75 — колёсная база 149,75 дюйма (3804 мм)

## 1960-е
- 1961—1964
  - Series 60S Fleetwood — колёсная база 129,5 дюйма (3289 мм), V8
  - Series 62 — колёсная база 129,5 дюйма (3289 мм), V8
  - Series 75 — колёсная база 149,8 дюйма (3805 мм), V8
- 1965—1966
  - Calais — колёсная база 129,5 дюйма (3289 мм), V8
  - DeVille/Coupe de Ville — колёсная база 129,5 дюйма (3289 мм), V8
  - Fleetwood — колёсная база 133 дюйма (3378 мм), или 149,8 дюйма (3805 мм), или 156 дюймов (3962 мм), V8
- 1967—1970
  - Calais — колёсная база 129,5 дюйма (3289 мм), V8
  - DeVille/Coupe de Ville — колёсная база 129,5 дюйма (3289 мм), V8
  - Fleetwood — колёсная база 120 дюймов (3048 мм), или 133 дюйма (3378 мм), или 149,8 дюйма (3805 мм), или 156 дюймов (3962 мм), V8

## 1970-е
- 1970—1973
  - Calais — колёсная база 130 дюймов (3302 мм), V8
  - DeVille/Coupe de Ville — колёсная база 130 дюймов (3302 мм), V8
  - Fleetwood — колёсная база 126,3 дюйма (3208 мм), или 133 дюйма (3378 мм), или 151,5 дюйма (3848 мм), или 157,5 дюйма (4001 мм), V8
- 1974
  - Calais — колёсная база 130 дюймов (3302 мм), V8
  - DeVille/Coupe de Ville — колёсная база 130 дюймов (3302 мм), V8
  - Fleetwood — колёсная база 126,3 дюйма (3208 мм), или 133 дюйма (3378 мм),  или 151,5 дюйма (3848 мм), или 157,5 дюйма (4001 мм), V8
- 1975—1976
  - Calais — колёсная база 130 дюймов (3302 мм), V8
  - DeVille/Coupe de Ville — колёсная база 130 дюймов (3302 мм), V8
  - Seville — колёсная база 114,3 дюйма (2903 мм), V8
  - Fleetwood — колёсная база 126,3 дюйма (3208 мм), или 133 дюйма (3378 мм), или 151,5 дюйма (3848 мм), или 157,5 дюйма (4001 мм), V8
- 1977—1979
  - Coupe de Ville — колёсная база 121,5 дюйма (3086 мм), V8
  - Sedan de Ville — колёсная база 121,5 дюйма (3086 мм), V8
  - Fleetwood Brougham — колёсная база 121,5 дюйма (3086 мм), V8
- 1971-1978
  - Eldorado — колёсная база 126,3 дюйма (3208 мм), V8
- 1979-1985
  - Eldorado — колёсная база 114 дюймов (2896 мм), V6 или V8

## 1980-е
- 1980—1985
  - Seville — колёсная база 114,3 дюйма (2900 мм), V8
- 1982—1988
  - Cimarron — колёсная база 101,2 дюйма (2600 мм), V6
- 1980—1984
  - Coupe de Ville — колёсная база 121,5 дюйма (3100 мм), V8
  - Sedan de Ville — колёсная база 121,5 дюйма (3100 мм), V8
- 1985—1988
  - Coupe de Ville — колёсная база 110,8 дюйма (2800 мм), V8
  - Sedan de Ville — колёсная база 110,8 дюйма (2800 мм), V8
  - Fleetwood — колёсная база 110,8 дюйма (2800 мм), V8
  - Fleetwood 75 — колёсная база 134,4 дюйма (3400 мм), V8
- 1979—1985
  - Eldorado — колёсная база 113,9 дюйма (2900 мм), V6 или V8
- 1986—1991
  - Eldorado — колёсная база 108 дюймов (2743,2000000 мм), V6 или V8
- 1987—1993
  - Allanté — колёсная база 99,4 дюйма (2500 мм), V8
- 1989—1993
  - Coupe de Ville — колёсная база 110,8 дюйма (2800 мм), V8
  - Sedan de Ville — колёсная база 113,8 дюйма (2900 мм), V8
  - Fleetwood — колёсная база 113,8 дюйма (2900 мм), V8
- 1980—1986
  - Fleetwood Brougham — колёсная база 121,5 дюйма (3100 мм), V8
- 1987—1989
  - Brougham — колёсная база 121,5 дюйма (3100 мм), V8

## 1990-е
- 1992—2002
  - Eldorado — колёсная база 108 дюймов (2743 мм), V8
- 1989—1993
  - Coupe DeVille — колёсная база 110,8 дюйма (2814 мм), V8
- 1989—1993
  - Sedan DeVille — колёсная база 113,8 дюйма (2891 мм), V8
- 1993—2001
  - Cadillac Seville STS
- 1994—1999
  - Sedan DeVille — колёсная база 113,8 дюйма (2891 мм), V8
- 1997—2001
  - Catera — колёсная база 107,5 дюйма (2731 мм), V6
- 1989—1992
  - Fleetwood — колёсная база 113,8 дюйма (2891 мм), V8
- 1990—1992
  - Brougham — колёсная база 121,5 дюйма (3086 мм), V8
- 1993—1996
  - Fleetwood — колёсная база 121,5 дюйма (3086 мм), V8
- 1993
  - Sixty Special — колёсная база 113,8 дюйма (2891 мм), V8

## 2000-е
- 1999—2000
  - Escalade — колёсная база 117,5 дюйма (2985 мм), V8
- 2000—2005
  - DeVille — колёсная база 115,3 дюйма (2929 мм), V8
- 2002—2006
  - Escalade — колёсная база 116 дюймов (2946 мм) или 130 дюймов (3302 мм), V8
- 2003—2007
  - CTS — колёсная база 113,4 дюйма (2880 мм), V6 или V8
- 2004—2009
  - XLR — колёсная база 105,7 дюйма (2685 мм), V8
- 2004—2009
  - SRX — колёсная база 116,4 дюйма (2957 мм), V6 или V8
- 2005—2010
  - BLS — колёсная база 105,5 дюйма (2680 мм), I4 или V6, Европейская модель
- 2005—2011
  - STS — колёсная база 116,4 дюйма (2957 мм), V6 или V8
- 2006—2011
  - DTS — колёсная база 115,6 дюйма (2936 мм), V8
- 2007—2014
  - Escalade — колёсная база 116 дюймов (2946 мм) или 130 дюймов (3302 мм), V8
- 2008—2014
  - CTS — колёсная база 113,4 дюйма (2880 мм), V6 или V8

## 2010-е
- 2010—2016
  - SRX — колёсная база 110,5 дюйма (2807 мм), V6
- 2012—2019
  - ATS — колёсная база 109,3 дюйма (2776 мм), I4 или V6
- 2012—2019
  - XTS — колёсная база 111,7 дюйма (2837 мм), I4 или V6
- 2014—2019
  - CTS — колёсная база 114,6 дюйма (2911 мм), I4 или V6 или V8
- 2014—2016
  - ELR — колёсная база 106,1 дюйма (2695 мм), I4, Voltec
- 2015—н.в.
  - Escalade — колёсная база 116 дюймов (2946 мм) или 130 дюймов (3302 мм), V8
- 2015—н.в.
  - CT6 — колёсная база 122,3 дюйма (3106 мм), I4 или V6
- 2016—н.в.
  - XT5 — колёсная база 112,5 дюйма (2858 мм), I4 или V6
- 2019—н.в.
  - XT4

## 2020-е
- 2020—н.в.
  - CT4
- 2020—н.в.
  - CT5
- 2020—н.в.
  - XT6
- 2023—н.в.
  - Lyric
- 2024—н.в.
  - Celestiq (Sollei)
- 2025—н.в.
  - Vistiq

## Концепты, прототипы
- 1949 — Cadillac Caribbean, Coupe de Ville, El Rancho, Embassy
- 1950 — Cadillac Debutante[англ.]
- 1952 — Cadillac Eldorado, Townsman
- 1953 — Cadillac Le Mans[англ.], Cadillac Orleans[англ.]
- 1954 — Cadillac El Camino, La Espada, Park Avenue, PF 200 Cabriolet
- 1955 — Cadillac Celebrity, Eldorado Brougham, La Salle II Roadster/Sedan, Eldorado St. Moritz, Westchester
- 1956 — Cadillac Castilian, Gala, Maharani, Palomino, Eldorado Brougham/Eldorado Brougham Town Car
- 1957 — Cadillac Director, "Bubble-Top"
- 1958 — Cadillac "Rain Car", 4-door Eldorado Seville, Skylight coupe/convertible
- 1959 — Cadillac Cyclone[англ.], "Bubble-Top", Starlight
- 1960 — Cadillac 4-door phaeton
- 1961 — Cadillac Eldorado Chicago Show Car, XP-715 La Salle
- 1964 — Cadillac Florentine
- 1965 — Cadillac XP-840 Eldorado Fastback
- 1970 — Cadillac NART
- 1978 — Cadillac TAG Function Car
- 1985 — Cadillac Cimarron
- 1988 — Cadillac Voyage
- 1989 — Cadillac Solitaire
- 1990 — Cadillac Aurora[англ.]
- 1999 — Cadillac Evoq[англ.]
- 2000 — Cadillac Eldorado, Imaj[англ.]
- 2001 — Cadillac Vizon
- 2002 — Cadillac Cien[англ.]
- 2003 — Cadillac Sixteen[англ.]
- 2005 — Cadillac BLS, Villa
- 2008 — Cadillac Provoq[англ.], *CTS Coupe
- 2009 — Cadillac Converj, WTF
- 2010 — Cadillac XTS Platinum, Aera, ULC[англ.]
- 2011 — Cadillac Ciel[англ.]
- 2013 — Cadillac Elmiraj[англ.]
- 2016 — Cadillac Escala
- 2020 — Cadillac Lyriq
- 2022 — Cadillac InnerSpace
- 2022 — Cadillac Celestiq
- 2023 — Cadillac GT4
- 2023 — Cadillac Optiq
- 2025 — Cadillac Escalade IQ